# Педикюр

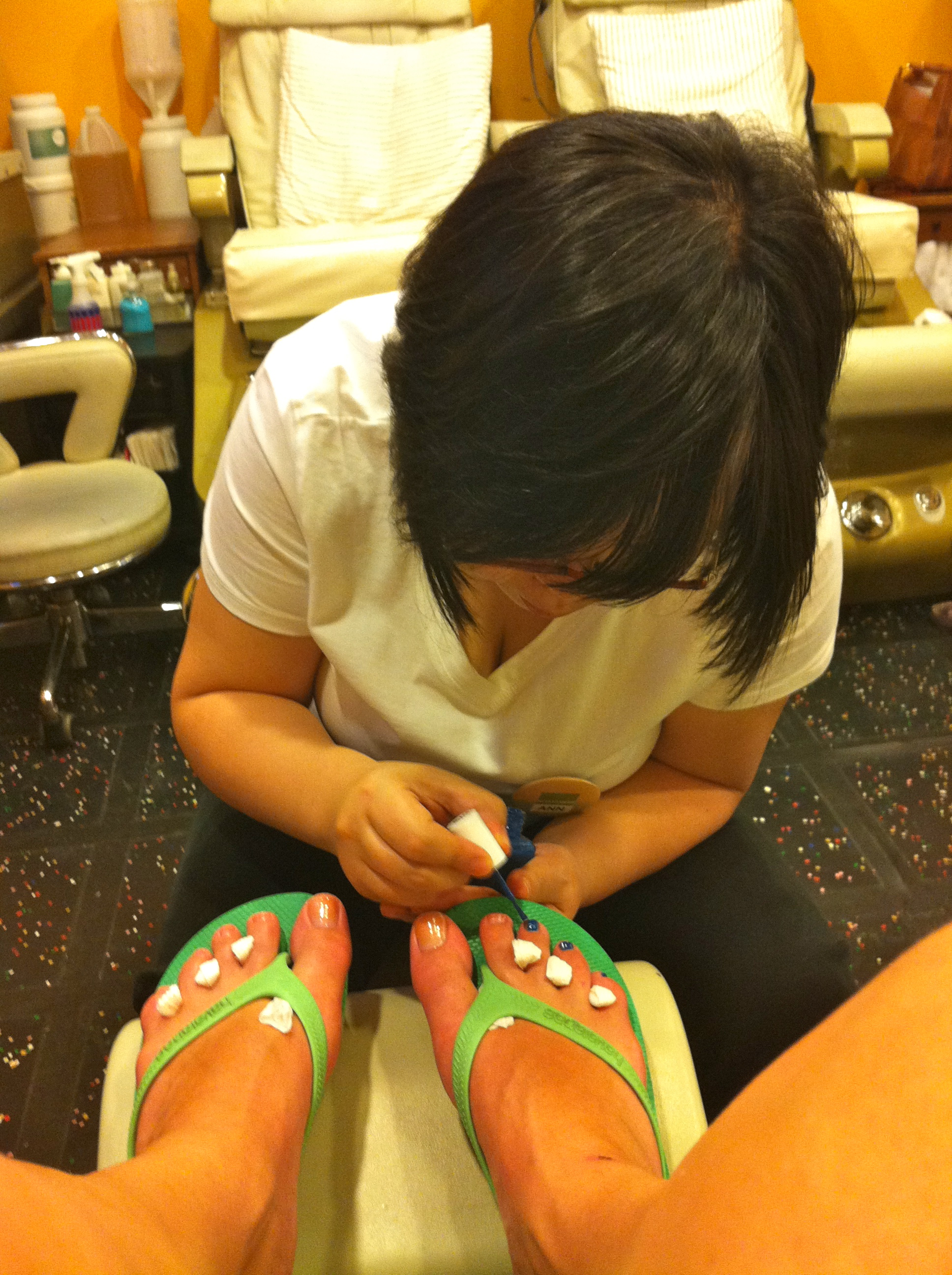

Педикю́р (от фр. pédicure, далее от лат. pedis — «нога» и cūra — «уход», «забота») — специальный уход за пальцами ног (например, удаление мозолей, полировка ногтей) или покрытие ногтей лаком. По сути, он представляет собой аналог маникюра для ног.

## История
В прошлом ногами занимались цирюльники. Тогда эту услугу совмещали с лечением зубов и другими процедурами по уходу за телом. Разделение специальностей произошло в XIX веке.
В начале XX века в Европе стали появляться специализированные заведения по уходу за ногами. Сегодня практически во всех салонах и студиях красоты, а также парикмахерских, действует услуга педикюра, которую, как правило, оказывает мастер по маникюру и педикюру в одном лице. Также возможно выполнение процедуры самостоятельно в домашних условия при наличии необходимых инструментов (щипцы или ножницы для ногтей, накожницы, палочка для отодвигания кутикулы, пилка). 
В США существует Национальный день маникюра и педикюра, отмечаемый ежегодно 25 апреля.

## Элементы педикюра
Классическая часть педикюра предназначена для придания ступням и пальцам ног ухоженности и аккуратности. Включает в себя:
- Ванночка для ног. Распаренная в горячей воде кожа легче поддается механическому воздействию отшелушивающих инструментов, таких как пилки и лезвия. Около 15 минут следует держать ноги в воде 38—43 °C с добавлением мыла или иных очищающих растворимых в жидкой среде средств.
- Удаление огрубевшей кожи на ступнях. Результатом этого этапа является очистка кожи стоп и удаление ороговевшего слоя. Пяточная зона и пальцы подошвы очищается с помощью лезвия и пилок различной степени жёсткости.
- Обработка кутикулы. С помощью специальной палочки для кутикулы и смягчающего масла предварительно распаренная кутикула отодвигается. Затем, при обрезном педикюре, удаляется ножницами или щипцами. Необрезной педикюр подразумевает полировку кутикулы аппаратом, либо завершается отодвиганием кожи у основания ногтевой пластины.
- Придание формы ногтям. По эстетическим нормам и в целях удобства ногтевая пластина на пальцах ног не должна быть длиннее самих пальцев. Идеальной формой считается ноготь, имеющий форму мягкий квадрат или повторяющий ложе на срезе. Не рекомендуется подпиливать или обрезать ноготь по бокам пластины.

К классической процедуре могут добавляться:
- Массаж ног.
- Наращивание ногтей. Позволяет выровнять форму и длину ногтевой пластины.
- Покрытие ногтей. Существуют различные по текстуре, составу и прочности цветные средства для покрытия ногтевой пластины.
  - Обыкновенный лак для ногтей наиболее прост в использовании и менее затратен в финансовом и временном плане, однако он наименее долговечен.
  - Гель-лак и акрил требуют воздействия УФ-лучей под специальными лампами для закрепления на ногтях, что не всегда удобно для домашнего использования. Удаляются только при помощи специальных растворителей (содержат вредные для ногтевой пластины вещества) либо спиливания (недостаточная квалификация или неаккуратность могут травмировать ноготь). К преимуществам можно отнести повышенную износостойкостью.
  - Инновационные формулы лаков категории Big 5 free (beautydrugs) и Big7 free (Deborah Lippmann) говорят об отсутствии в составе наиболее опасных и часто употребляемых производителями химических компонентов: формальдегид, формальдегидные смолы, толуол, камфора, дибутилфталат.

## Обучение
В России специальность «Специалист по педикюру» утверждена 15 декабря 2018 года приказом Минпросвещения России от 12 ноября 2018 года № 201 (вместо устаревшего названия «Педикюрша»). В 2022 году работа мастера маникюра и педикюра стала одной из самых прибыльных для самозанятых, согласно исследованию сервиса «Работа.ру».